# Banco Central de Uzbekistán
El Banco Central de Uzbekistán, oficialmente como Banco Central de la República de Uzbekistán (en uzbeko: O'zbekiston Respublikasi Markaziy banki / Ўзбекистон Республикаси Марказий Банки), es la principal entidad bancaria del país. El actual presidente del banco central es Mamarizo Nurmuratov.

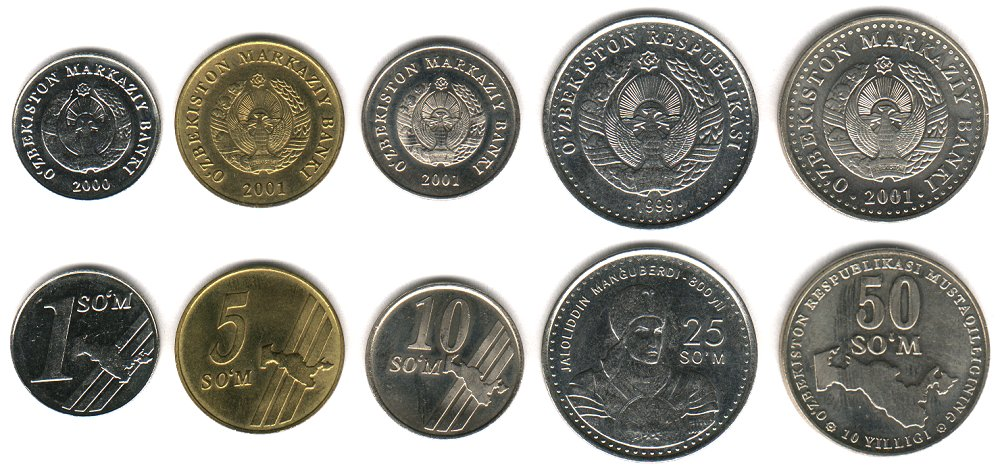
Moneda emitida por este banco

## Estructura del Banco Central
El Banco Central de la República de Uzbekistán representa un sistema de control centralizado. Para el desempeño de las tareas asignadas, crea los servicios y establecimientos apropiados, que funcionan sobre la base de las reglas confirmadas por la junta de gobierno del banco central.
La estructura y los órganos de administración del Banco Central están determinados por la Ley "Sobre el Banco Central". El órgano supremo del Banco Central es el Consejo del Banco Central. La Junta está compuesta por 11 miembros y está encabezada por el presidente del Consejo quien también ocupa el cargo, al mismo tiempo, de Presidente del Banco Central. Al Consejo del Banco Central se le asignan grandes poderes por definición y regulación de las direcciones básicas de la política monetaria y desarrollo del sistema bancario.

## Cooperación con organismos financieros internacionales
Hay integración de la República de Uzbekistán y su Banco Central en la comunidad mundial. El Banco Central mantiene la cooperación mutua. con :
- Fondo Monetario Internacional (FMI)
- Banco mundial
- Banco Europeo de Reconstrucción y Desarrollo
- Banco Asiático de Desarrollo

La cooperación internacional ha permitido al banco comenzar la realización de los créditos recibidos en el sistema de transferencia, el mantenimiento de la balanza de pagos, el financiamiento de empresas privadas, los préstamos institucionales y de rehabilitación , entre otros.
Existe un grupo de trabajo especial, incluido un representante del FMI, que se encarga de implementar una mayor liberalización del mercado cambiario. La tarea básica del grupo de trabajo es la creación de condiciones y el desarrollo de una estrategia para el mantenimiento del convertibilidad del Som uzbeko en las operaciones internacionales actuales.
Los resultados positivos del trabajo con las organizaciones financieras internacionales abren nuevas perspectivas para la realización de proyectos conjuntos junto con varios institutos económicos y grandes bancos del mundo.

## Relaciones con otros bancos nacionales
El Banco Central de Uzbekistán ha estado activo en el desarrollo de buenas relaciones con otros bancos nacionales. Además de las comunicaciones operativas, el Banco Central recibe apoyo para capacitar a los expertos y los servicios de consultoría de los corresponsales. Hay más son fructífero relaciones con :
- Deutche Bank
- Banco Federal Alemán
- UBS Bank y Credits Suisse (Suiza)
- Banco de Inglaterra
- Banco de Francia
- Banco de la Reserva de la India

Y otros bancos mundiales.

## Política cambiaria del Banco Central
El principal objetivo de la transición, en el período de transición de la economía planificada al mecanismo de mercado, es la estabilización y la transformación estructural. Un objetivo final es la mejora del crecimiento económico, el pleno empleo, la estabilidad de precios y su capacidad de manutención de la balanza de pagos.
Después de obtener su independencia, Uzbekistán ha enfrentado algunas dificultades sobre la realización de políticas macroeconómicas. Por lo tanto han tenido reformas para poder superar procedimientos inflacionarios y una disminución en la fabricación. También se buscan crear condiciones adecuadas para el sistema financiero.

## Funciones del Banco Central
El Banco Central de la República de Uzbekistán es el banco emisor y de reserva del estado. El Banco Central está autorizado por la Constitución de la República de Uzbekistán. El Banco Central coopera con bancos nacionales y centrales de otros estados sobre la base de acuerdos intergubernamentales e interbancarios. acuerdos. El Banco Central de la República de Uzbekistán tiene 14 sucursales regionales que funcionan en regiones del país.
El Banco Central es el depositario de las organizaciones financieras internacionales. El Banco Central es responsable ante el Consejo Supremo de la República de Uzbekistán e independiente de los órganos ejecutivos.
Las funciones básicas del Banco Central son el desarrollo y la realización de la política económica del estado en el campo de la circulación de dinero, el crédito, la financiación, la contabilidad, las relaciones de intercambio y la gestión del sistema monetario de la República de Uzbekistán.
La tarea de mantener la estabilidad de la circulación de dinero y la solvencia del dinero en el territorio de la república es realizada por el Banco Central por la administración del volumen de negocios de dinero, la estructura de regulación de la oferta monetaria. El Banco Central emite dinero para circulación y realiza previsiones de rotación de dinero. 

## Colección numismática
Como parte de su papel en la gestión de la oferta monetaria de Uzbekistán, el Banco Nacional ha establecido una colección de monedas de la región durante los últimos dos mil quinientos años. El banco se enorgullece de su colección afirmando que ha "creado la colección más valiosa de monedas antiguas capaces de competir, aunque no en cantidad que en calidad, con las colecciones numismáticas más famosas del mundo" (National Bank, 2010: 10). La colección ha sido publicada en cuatro volúmenes (1997, 2000, 2000 y 2001 ), un total de 400 monedas y cubre toda la historia de Asia Central, pero con un enfoque en el período islámico.